# Alien vs Predator (videogioco 1994)
Alien vs Predator è un videogioco per la console Atari Jaguar, pubblicato nel 1994 da Atari,  ambientato nella saga di Alien vs. Predator. Si tratta di uno sparatutto in prima persona, sviluppato da Rebellion Developments, futuri autori della serie Aliens versus Predator. Si tratta, a detta della critica, del migliore titolo per la sfortunata Jaguar e la sua unica killer application.